# Momos (mat)
Momos är en typisk tibetansk klimp, som liknar den mongoliska buuz eller kinesiska jiaozi och görs på mjöldeg. Traditionellt ångkokas den och fylls med köttfärs av jak och serveras med stark chilisås.

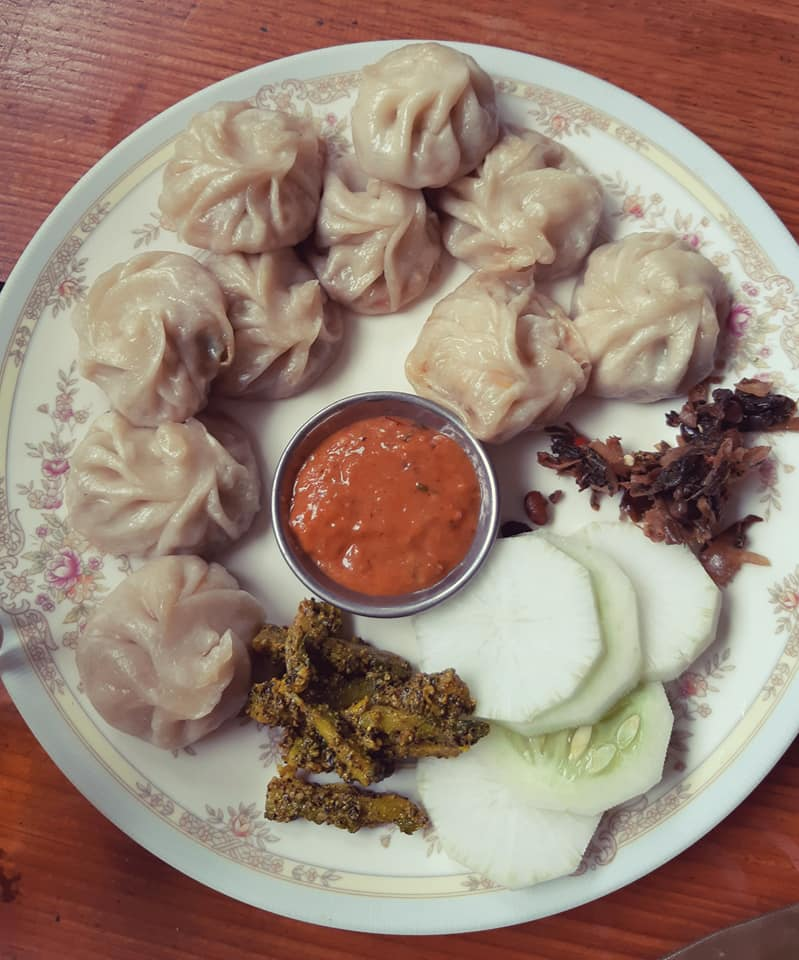
En typisk servering av momos med såsskål i mitten av fatet.

I till exempel Nepal fylls den istället med kyckling- eller buffelkött tillsammans med lök, vitlök och koriander.
Vegetariska varianter förekommer också. Det förekommer även att de friteras.